# Euporus illaesicollis
Euporus illaesicollis är en skalbaggsart som beskrevs av Max Quedenfeldt 1883. Euporus illaesicollis ingår i släktet Euporus och familjen långhorningar.
Artens utbredningsområde är Angola. Inga underarter finns listade i Catalogue of Life.